# 李徵 (嘉靖進士)
李徵（1507年—？），字誠之，號雲華，湖廣常德府桃源縣人，明朝政治人物。

## 生平
嘉靖十年（1531年）辛卯湖廣鄉試第四十八名舉人，嘉靖十一年（1532年）壬辰科会试一百十五名，廷试三甲十一名進士，刑部观政，授行人，十五年五月選授吏科給事中，十六年十月升刑科右，復除兵科右，二十二年十月升礼科左，二十三年正月升江西按察司副使，轉浙江参政，累官江西右布政使。致仕歸田，于元光洞築廬。有《元光漫稿》。

## 家族
曾祖李茂堅，祖李暹，父李冕，母謝氏；生母周氏。慈侍下。兄岳；嶐；嵩；崑；峯；崙；函，弟徽（訓術）。子李柟；李楩。